# 2013年義大利總統選舉
2013年義大利總統選舉為2013年4月18日至4月20日舉行的義大利總統選舉，由國會議員及58名大區代表共同投票選出新一屆共和國總統。最後，由原本預計在2013年5月15日結束任期的時任義大利總統喬治·納波利塔諾成功連任，成為義大利歷史上首位連任的總統。

## 程序
根據《義大利憲法》義大利總統選舉採取間接選舉，由義大利議會議員和各地區代表無記名投票的方式選出義大利總統，這包括有在2013年義大利國會選舉當選地參議院與眾議院議員和58位各地區代表。投票場所設在意大利众议院所在之處蒙特奇特利歐宮，為此該議會大廈還特別經過改建以同時容納1,007位投票成員。其中根據規定在前三輪投票中總統候選人必須獲得2/3的多數票，也就是至少需要獲得672張票數才能夠當選；而在第四輪投票之後則改採用絕對多數制度，而當選所需的票數標準則相對降至504票。選舉由眾議會議長負責主持，並且由其負責公開投票票數。而選出來的義大利總統任期為7年，除了作為義大利國家元首而代表國家民族的團結之外，同時也確保義大利政治如同憲法所訂定地採取議會制度。

## 發展

### 初期提名
2013年4月16日五星運動宣布支持獨立新聞調查記者米萊娜·賈巴內利參選義大利總統，同時五星運動領導人畢普·格里羅則表示在對方願意支持賈巴內利當選總統為前提，五星運動願意與義大利共同利益組成聯合政府。不過在4月17日時，賈巴內利與義大利反戰運動領導人吉諾·斯特拉達皆宣布不考慮參與義大利總統選舉，這使得五星運動改宣布支持曾為歐洲議會議員的左翼民主黨黨員斯特凡諾·羅多塔參選總統。同一天民主黨領導人皮埃爾·路易吉·貝爾薩尼則提出支持前義大利共和國參議院議長、同時也是義大利工會聯盟領導人的弗蘭科·馬利尼擔任民主黨總統候選人，並且獲得自由人民黨、公民抉擇黨、北方聯盟和中間聯盟等中間偏右政黨之支持，不過包括佛羅倫斯市長馬泰奧·倫齊和數名民主黨與左派生態自由黨黨內高層與國會議員都表示不會支持馬利尼。

### 4月18日
4月18日時馬利尼在第一輪投票中獲得521票成為所有候選人之中排名第一位，但是並沒有達到當選總統的672票標準，另外中間偏左之政黨所推出的羅多達則以200多票排名第二。但是在第二輪投票選舉時馬利尼則只獲得15票的票數，這兩次結果被評論為中間偏左立場的投票人士仍無法決定心目中的候選人。另外在這次投票中也獲得惡搞政黨所提出的著名人物，包括有前足球經理羅貝托·曼奇尼以及色情演員洛可·希佛帝等人。
第一輪投票（當選票數672票）
| 名稱                 | 票數  |
| -------------------- | ----- |
| 福蘭科·馬利尼        | 521   |
| 斯特凡諾·羅多塔      | 240   |
| 塞爾焦·基亞帕里諾    | 41    |
| 羅馬諾·普羅迪        | 14    |
| 埃瑪·博尼諾          | 13    |
| 馬西莫·達萊馬        | 12    |
| 喬治·納波利塔諾      | 10    |
| 安娜·菲諾基亞羅      | 7     |
| 安娜·瑪麗亞·坎切列里 | 2     |
| 馬利奧·蒙蒂          | 2     |
| 其他候選人           | 18    |
| 未填寫               | 104   |
| 無效票               | 15    |
| 棄權                 | 8     |
| 總票數               | 1,007 |

第二輪投票（當選票數672票）
| 名稱                     | 票數  |
| ------------------------ | ----- |
| 斯特凡諾·羅多塔          | 230   |
| 塞爾焦·基亞帕里諾        | 90    |
| 馬西莫·達萊馬            | 38    |
| 福蘭科·馬利尼            | 15    |
| 亞歷桑德拉·墨索里尼      | 15    |
| 羅馬諾·普羅迪            | 13    |
| 埃瑪·博尼諾              | 10    |
| Sergio De Caprio         | 9     |
| Cosimo Sibilia           | 7     |
| 羅茜·賓迪                | 6     |
| 保拉·塞韋里諾            | 5     |
| 西爾維奧·貝魯斯柯尼      | 4     |
| 皮埃爾·路易吉·貝爾薩尼   | 4     |
| 安娜·瑪麗亞·坎切列里     | 4     |
| 喬治·納波利塔諾          | 4     |
| Ricardo Antonio Merlo    | 3     |
| Pierluigi Castagnetti    | 2     |
| Michele Cucuzza          | 2     |
| 阿纳尔多·福拉尼          | 2     |
| 彼得羅·格拉索            | 2     |
| Maria Grazia Maniscalco  | 2     |
| Antonio Palmieri         | 2     |
| Claudio Sabelli Fioretti | 2     |
| 達妮埃拉·桑坦切          | 2     |
| 桑托·韋爾薩切            | 2     |
| 其他候選人               | 41    |
| 未填寫                   | 418   |
| 無效票                   | 14    |
| 棄權                     | 59    |
| 總票數                   | 1,007 |

### 4月19日
到了4月19日第四輪選舉時，民主黨與左派生態自由黨決定支持前歐洲聯盟委員會主席暨前義大利總理羅馬諾·普羅迪為總統候選人；但儘管參與投票的主要政黨代表已經一致同意由其擔任義大利總統一職，在超過100位中間偏左人士沒有支持的情況下，普羅迪在第四輪投票中僅獲得395票而未達到當選標準。其中在投票之前，前義大利總理西爾維奧·貝魯斯柯尼便批評的普羅迪實際上為折衷方案的候選人，因此無法接受民主黨所提出的支持方案。在第四輪投票結束之後，貝爾薩尼宣布即將辭去民主黨主席一職，而普羅迪也宣布將不會繼續參選義大利總統。
第三輪投票（當選票數672票）
| 名稱                     | 票數  |
| ------------------------ | ----- |
| 斯特凡諾·羅多塔          | 250   |
| 馬西莫·達萊馬            | 34    |
| 羅馬諾·普羅迪            | 22    |
| 喬治·納波利塔諾          | 12    |
| 安娜·瑪麗亞·坎切列里     | 9     |
| Claudio Sabelli Fioretti | 8     |
| Sergio De Caprio         | 7     |
| 福蘭科·馬利尼            | 6     |
| 亞歷桑德拉·墨索里尼      | 5     |
| Antonio Palmieri         | 5     |
| 埃瑪·博尼諾              | 4     |
| 塞爾焦·基亞帕里諾        | 4     |
| Ricardo Antonio Merlo    | 4     |
| Ilaria Borletti Buitoni  | 3     |
| 詹羅貝托·卡薩萊焦        | 3     |
| 法布里齊奧·奇基托        | 3     |
| Gherardo Colombo         | 3     |
| Ermanno Leo              | 3     |
| Pierluigi Castagnetti    | 2     |
| Roberto Di Giovan Paolo  | 2     |
| 安東尼奧·馬蒂諾          | 2     |
| 尼古拉·波拉里            | 2     |
| 其他候選人               | 44    |
| 未填寫                   | 465   |
| 無效票                   | 47    |
| 棄權                     | 58    |
| 總票數                   | 1,007 |

第四輪投票（當選票數504票）
| 名稱                 | 票數  |
| -------------------- | ----- |
| 羅馬諾·普羅迪        | 395   |
| 斯特凡諾·羅多塔      | 213   |
| 安娜·瑪麗亞·坎切列里 | 78    |
| 馬西莫·達萊馬        | 15    |
| 福蘭科·馬利尼        | 3     |
| 喬治·納波利塔諾      | 2     |
| 其他候選人           | 7     |
| 未填寫               | 15    |
| 無效票               | 4     |
| 棄權                 | 275   |
| 總票數               | 1,007 |

### 納波利塔諾連任總統
在國會陷入僵局的情況下，各政黨領導人開始遊說自2006年起擔任義大利總統的喬治·納波利塔諾續任總統。儘管納波利塔諾在投票前一個禮拜在接受記者採訪時公開表示拒絕考慮這類提議，但是最後納波利塔諾仍勉強同意這項解決方案，而這也是第一位為了打破僵局而參與選舉的義大利總統。納波利塔諾宣布參選後隨即獲得中左翼領導人貝爾薩尼、中右翼領導人西爾維奧·貝魯斯柯尼以及中間派政黨領導人馬利奧·蒙蒂的支持，而各個政黨領導人隨後也呼籲投票成員支持納波利塔諾以展現團結精神。最後納波利塔諾贏得第六輪選舉，成為義大利第一位在經過選舉程序而連任的總統。貝爾薩尼在選後宣布辭職。
第五輪投票（當選票數504票）
| 名稱                 | 票數  |
| -------------------- | ----- |
| 斯特凡諾·羅多塔      | 210   |
| 喬治·納波利塔諾      | 20    |
| Rosario Monteleone   | 15    |
| 埃瑪·博尼諾          | 9     |
| Claudio Zin          | 4     |
| 安娜·瑪麗亞·坎切列里 | 3     |
| 馬西莫·達萊馬        | 2     |
| 福蘭科·馬利尼        | 2     |
| 其他候選人           | 14    |
| 未填寫               | 445   |
| 無效票               | 17    |
| 棄權                 | 266   |
| 總票數               | 1,007 |

第六輪投票（當選票數672票）
| 名稱             | 票數  |
| ---------------- | ----- |
| 喬治·納波利塔諾  | 738   |
| 斯特凡諾·羅多塔  | 217   |
| Sergio De Caprio | 8     |
| 馬西莫·達萊馬    | 4     |
| 羅馬諾·普羅迪    | 2     |
| 其他候選人       | 6     |
| 未填寫           | 10    |
| 無效票           | 12    |
| 棄權             | 10    |
| 總票數           | 1,007 |

## 影響
選舉結束後，反對納波利塔諾繼任總統的抗議活動於蒙特奇特利歐宮。抗議成員絕大部分為畢普·格里羅所領導的五星運動支持者，而格里羅也譴責納波利塔諾的連任實際為「政變」。皮埃爾·路易吉·貝爾薩尼辭去民主黨主席一職，表示福蘭科·馬利尼參與總統落選很大原因在於自身黨內亦缺乏支持，選後黨內派系分裂嚴重。這次選舉後組建新的聯合政府後，西爾維奧·貝盧斯科尼成為真正的贏家，可以繼續在意大利政壇維持影響力。